# Diente por diente
Diente por diente (o Super diente por diente) fue un programa de concursos y entretenimiento conducido por Erika De La Vega, producido y transmitido por RCTV desde el Teatro La Campiña, desde 2001 hasta 2004, con duración de 1 hora. Era emitido de martes a viernes en el horario de las 6 de la tarde.

## Formato
Consiste en poner a prueba las habilidades físicas, matemáticas y lógicas de 7 participantes con el apoyo una plataforma tecnológica de vanguardia. Todo comienza (tras cámara) con la convivencia de los concursantes, período en el cual tendrán la oportunidad de conocer las fortalezas y debilidades de sus contrincantes.
La primera prueba en pantalla es la llamada “Muerte Súbita”, en la cual los siete participantes realizan una votación para sacar de la competencia a uno de ellos. A partir de ese momento solo seis se enfrentarán con el objetivo de ir eliminando de la competencia al menos apto. 
El ganador deberá enfrentarse al “Banquillo de los perdedores”, el momento en el cual todo puede cambiar... El triunfador obtiene un premio básico en efectivo (que era 500 mil bolívares) y el derecho a pasar a la gran final por el premio mayor: 5 millones de bolívares. 

## Variante
- Super diente por diente fue una versión especial que consistió del mismo formato. Fue emitido los martes a las 7 de la noche en 2002, y en 2003 pasa a transmitirse los viernes.[4]